# 刘长春

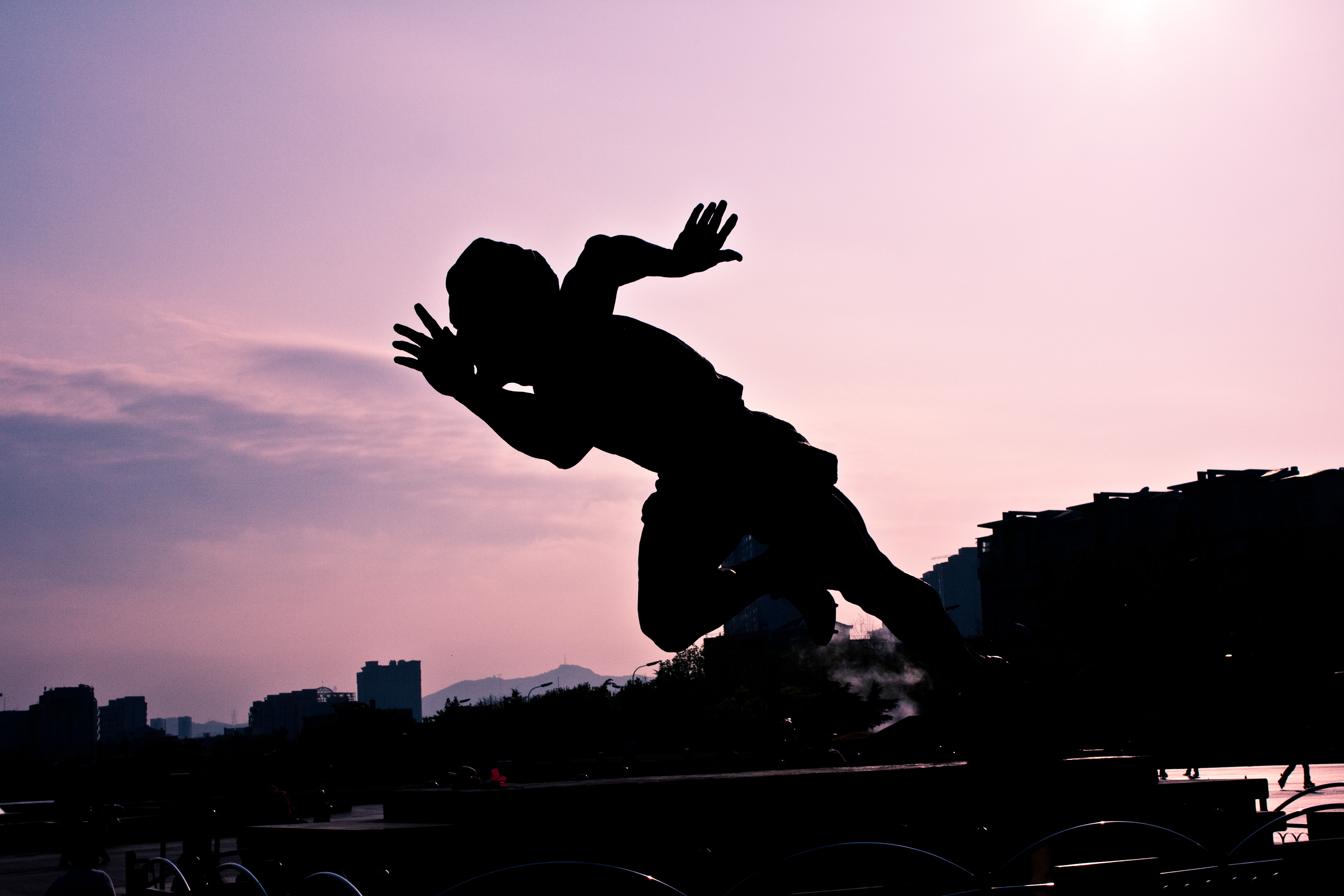
位于大连的奥林匹克广场的刘长春雕像

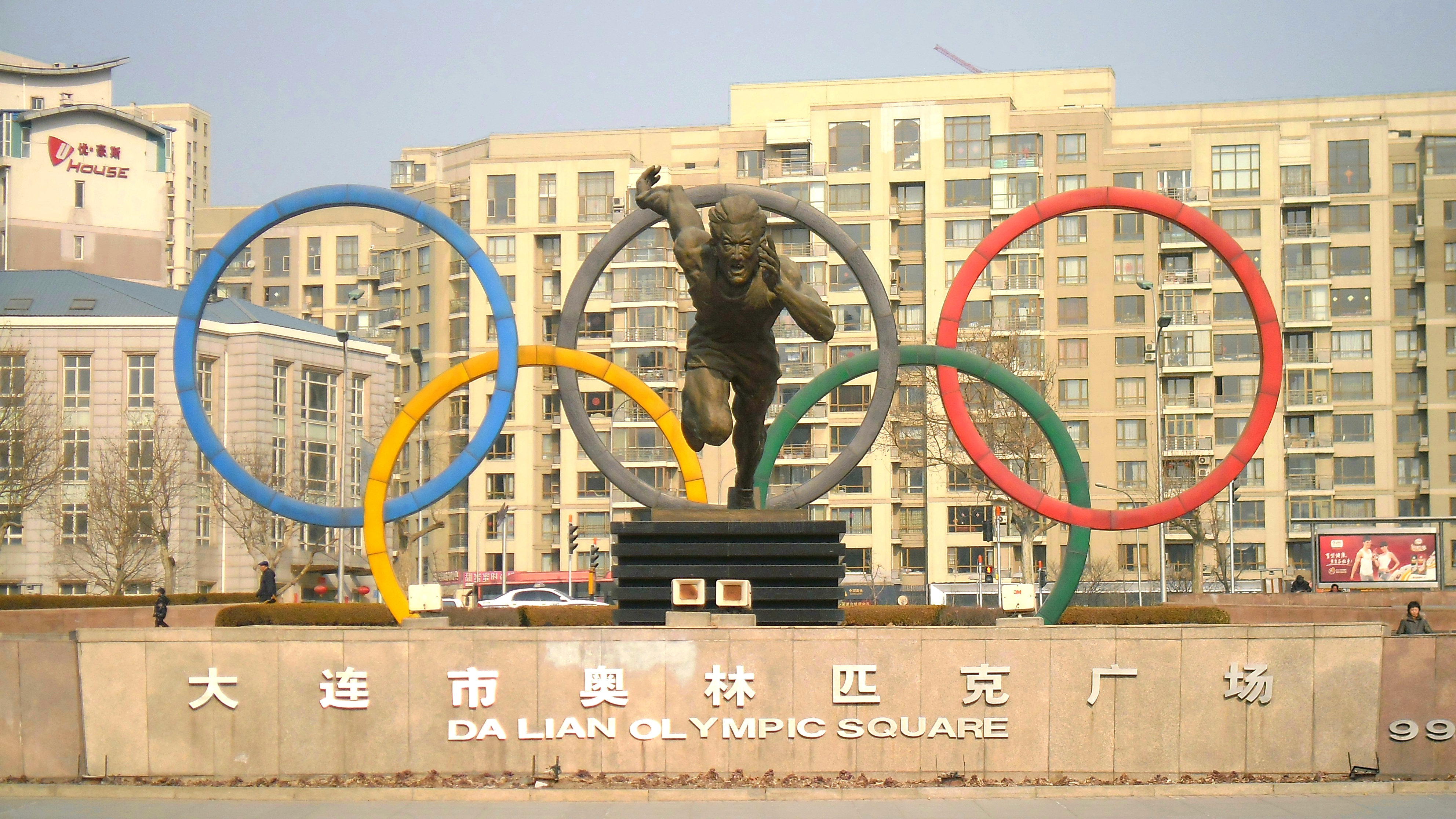
大連市奧林匹克廣場劉長春塑像

刘长春（1909年11月25日—1983年3月25日），遼寧復州人，短跑运动员。1933年中华民国全国运动会100米和200米摘冠並破全國紀錄，該紀錄保持25年才被打破。他也是代表中华民国参加現代奧林匹克運動會的第一人。与另一位短跑名将程金冠并称为“北刘南程”。

## 國際大型運動賽會
| 年   | 賽事               | 舉辦城市                 | 名次 | 項目          | 記錄                  |
| ---- | ------------------ | ------------------------ | ---- | ------------- | --------------------- |
| 1932 | 夏季奧林匹克運動會 | 美国加利福尼亞州洛杉磯郡 | 5h2  | 100公尺       | 11.5秒（hand timing） |
| 1932 | 夏季奧林匹克運動會 | 美国加利福尼亞州洛杉磯郡 | 4h3  | 200公尺       | 23.4秒（hand timing） |
| 1936 | 夏季奧林匹克運動會 | 納粹德國柏林             | 5h11 | 100公尺       |                       |
| 1936 | 夏季奧林匹克運動會 | 納粹德國柏林             | 5h6  | 200公尺       |                       |
| 1936 | 夏季奧林匹克運動會 | 納粹德國柏林             | 6h2  | 4×100公尺接力 | 44.8秒（hand timing） |

## 生平

### 奧運之前
劉長春生於大清奉天省复州（今辽宁省瓦房店市），就讀東北大學體育系時，於1929年5月參與在瀋陽舉行的第14屆華北運動會，一舉打破了100米、200米和400米三個短跑項目全國記錄，其中在100米決賽更跑出10.8秒（手動計時）佳績，平了1928年第九屆奧運會男子100米冠軍時間，震驚全國。

### 1932年洛杉磯奧運
1931年九一八事變後，日本控制中國東北，扶植成立滿洲國。满洲国政府在报纸上宣称：刘长春和希渭将代表满洲国参加1932年夏季奥林匹克运动会。
1932年5月，刘长春在《大公报》发表声明：「本人為中华民族炎黄子孙，中国人绝不代表伪『满洲国』出席第十届奥林匹克运动会。」中國政府原沒有計劃參與此次奧運，經张学良将军资助8000银圆，私立南开大学校长、国立东北大学校董会董事、全国体育协进会董事张伯苓打了紧急电报给奥运会組委會，為劉長春報名。
1932年7月8日，刘长春从上海市启程乘威尔逊总统号邮船去美国加利福尼亞参加奥运会。经过整整21天的海上长途航行，于7月29日下午4时抵达洛杉矶。刘长春到达第二天，7月30日，第十届奥运会正式开幕，开幕式上中华民国代表队排在第8位入场，代表队是临时拼凑成的。
7月31日，体育比赛正式开始，刘长春参加了当天的百米预赛，被分在第二小组，有5名运动员参加，取头3名。比赛结果，刘长春在日记中写到：「第一名为星卜森，胜余有4码，成绩10.9秒，余居第5，当在11秒左右。起跑时头五六十米在先，约至80米后，被后来者超过，原因毕业考试一个月，航行劳顿，缺少练习所致。」
刘长春在经过3个星期海上漂浮，体力已大受影响，因此原来报名3个项目，他只参加100公尺和200公尺，400公尺则因体力不支，没有出场比赛。参加的两个项目，都未能晋级。8月21日，刘长春起程回国，9月16日返抵上海，受到上海市民的欢迎。

### 1930－1950年代
1933年劉長春在第5屆全國運動會上以10.7秒和22秒（手動計時）的成績，再創100米和200米兩項全國紀錄獲冠軍，成績接近世界水平，保持長達25年之久才被打破。
1936年，劉長春再次代表中華民國參加第11屆奧運會，69人代表團經過27天的海浪顛簸，恢復不及時，與程金冠、傅金城參加男子100米跑均於預賽便遭淘汰，以致望洋興嘆「弱國無外交；弱國無體育」。
1950年，劉長春始長期供職于大連工學院（现大连理工大学）。

### 晚年及逝世
1970年代初，劉長春因文化大革命受到衝擊，與同事被下放到大連城郊的青堆子農場勞動，後來恢復名譽。1983年2月底，刘长春因身体不适而住进医院。同年3月25日去世。1987年，遺著《短跑運動》出版。
刘长春之子，大连理工大学教授刘鸿圖，回忆说：“当1981年中国女排夺得世界冠军时，父亲泪流满面，彻夜难眠。父亲的愿望有两个：一是中国人能在奥运会上夺得金奖，让中国的国旗、国歌通过奥林匹克的运动场传向全世界；二是中国有朝一日能举办奥运会。”而劉長春的兩項遺願，在1984年奥运会，及2001年時確定2008年奥运会由北京主辦時分別實現。中國第一面奧運金牌的獲得地，就是他當年參加奧運的地方——洛杉磯。

### 紀念
2008年6月13日，其母校東北大學新落成的體育館，正式命名為劉長春體育館，體育館與體育館前的劉長春塑像，由其兒子刘鸿圖與東北大學校長赫冀成一同主持揭幕儀式。7月17日8时6分，北京奥运会火炬接力沈阳站传递正式开始。沈阳站是奥运火炬接力在辽宁省境内的第一站。刘长春之子刘鸿图成为沈阳站的第一名火炬手。8月5日，其家鄉遼寧省大連市為劉長春建立的塑像，在市內奧林匹克廣場揭幕，並由中國奧委會名譽主席何振梁親筆題寫「中國奧運第一人劉長春」的大字。

## 家庭
刘长春与妻子姜秀珍育有四个儿子、两个女儿，其中三子刘鸿亮为中国工程院院士，四子刘鸿圖为大连理工大学教授。

## 相關影視作品
- 電視劇《追夢英雄》2008年，瀋陽電視台、遼寧電視台聯合攝製，趙鴻飛飾劉長春。
- 電影《一個人的奧林匹克》2008年，導演侯詠，李兆林飾劉長春。
- 電影《奪標》2008年，導演徐小明，以1936年中國派出運動員參加柏林奧運會的田徑項目及閉幕典禮的武術表演環節作藍本。

## 外部連結
- 刘长春在国际奥林匹克委员会的资料
- 刘长春在的頁面
- 单刀赴奥运--刘长春的故事（页面存档备份，存于）
- 中国奥运第一人之刘长春 单刀赴会粉碎日伪阴谋
- 回眸中國奧運之路（页面存档备份，存于）